# Still I Rise
Still I Rise é um álbum colaborativo do rapper 2Pac e do grupo Outlawz, lançado em 21 de dezembro de 1999 através da Interscope Records. O álbum exclui parte da formação original do Outlawz, incluindo Hussein Fatal, que deixou o grupo por se recusar a assinar com a Death Row Records. O álbum contém material inédito, com algumas faixas inalteradas e outras remixadas.
O álbum conta com produção dos produtores próximos de 2Pac, Tony Pizarro, Johnny "J" e QDIII, e participações de Big Syke e Nate Dogg. O álbum apresenta principalmente faixas gravadas por Shakur enquanto ele estava na Death Row Records.
O álbum estreou na sétima posição da Billboard 200, vendendo 408.000 cópias em sua primeira semana. Posteriormente, recebeu o certificado de platina da Recording Industry Association of America (RIAA) por vender mais de um milhão de cópias nos Estados Unidos.

## Singles
"Baby Don't Cry (Keep Ya' Head Up II)", uma colaboração com o grupo feminino H.E.A.T., foi o único single lançado do álbum. A canção "Letter to the President" foi incluída no filme Training Day (2001).

## Desempenho comercial
Still I Rise estreou na sétima posição da Billboard 200, com 408.000 cópias vendidas em sua primeira semana. Em 2 de fevereiro de 2000, o álbum recebeu o certificado de platina da Recording Industry Association of America (RIAA), pelas mais de um milhão de cópias vendidas nos Estados Unidos. Até setembro de 2011, o álbum já havia vendido um total de 1.692.316 cópias nos EUA, de acordo com a Nielsen Soundscan.
Em 10 de fevereiro de 2000, o álbum recebeu o certificado de ouro da Music Canada (MC), pelas mais de 50.000 unidades vendidas no Canadá. Em 14 de março de 2014, Still I Rise recebeu o certificado de ouro da British Phonographic Industry (BPI) por vender mais de 100.000 cópias no Reino Unido.

## Recepção da crítica
| Críticas profissionais | Críticas profissionais |
| Avaliações da crítica  | Avaliações da crítica  |
| Fonte                  | Avaliação              |
| ---------------------- | ---------------------- |
| AllMusic               | link                   |
| RapReviews             | link                   |
| Los Angeles Times      | link                   |

Após seu lançamento, Still I Rise foi recebido com avaliações moderadas dos críticos musicais, com a maioria criticando a participação do grupo Outlawz no projeto. Escrevendo para o Los Angeles Times, Soren Baker acreditou que os integrantes do Outlawz não acrescentaram muito às faixas gravadas por 2Pac, mas afirmou que ao longo do projeto o rapper "exibe a paixão, a raiva, a percepção e a consciência que o tornaram um dos rappers mais carismáticos da década", dando destaque às faixas "Letter to the President" e "Teardrops and Closed Caskets".
Em sua crítica para o RapReviews, Steve 'Flash' Juon escreveu: "Este álbum realmente deveria ter se chamado "Outlawz + 2Pac", porque você fica com a impressão de que este era o álbum do grupo e que ele estava fazendo uma ponta. Na verdade, provavelmente estava. Pode-se supor que a Death Row queria lançar as carreiras dos integrantes por conta própria, e a morte prematura de 2Pac interferiu". Apesar de indicar as falhas do grupo, Juon elogiou as faixas "Letter to the President" e "Baby Don't Cry".

## Lista de faixas
| Still I Rise – Edição padrão |                                                                 | |                         |         |  |
| N.º                          | Título                                                          | Compositor(es)                                                                                           | Produtor(es)            | Duração |  |
| 1.                           | "Letter to the President" (part. de Big Syke)                   | Tupac Shakur Quincy Jones III Malcolm Greenidge Tyruss Himes Katari Cox                                  | QDIII                   | 6:03    |  |
| 2.                           | "Still I Rise" (com part. de Ta'He)                             | Shakur Johnny Jackson Yafeu Fula Mutah Beale Cox Bruce Washington Rufus Cooper III                       | Johnny "J"              | 4:45    |  |
| 3.                           | "Secretz of War"                                                | Shakur Jackson Greenidge Fula Washington M. Beale Cooper III                                             | Johnny "J"              | 4:15    |  |
| 4.                           | "Baby Don't Cry (Keep Ya Head Up II)" (part. de H.E.A.T.)       | Shakur Carsten Schack Kenneth Karlin Greenidge Cooper III                                                | 2Pac Soulshock & Karlin | 4:22    |  |
| 5.                           | "As the World Turns"                                            | Shakur Darryl Harper Greenidge Fula M.Beale Cox Washington Cooper III                                    | Darryl "Big D" Harper   | 5:08    |  |
| 6.                           | "Black Jesuz" (part. de Storm e Val Young)                      | Shakur Tyrone Wrice Leroy Williams Greenidge Fula Cox Washington Cooper III Donna Harkness Valaria Young | 2Pac L Rock Ya          | 4:29    |  |
| 7.                           | "Homeboyz"                                                      | Shakur Delmar Arnaud Cooper III                                                                          | Daz Dillinger           | 3:38    |  |
| 8.                           | "Hell 4 a Hustler" (part. de J. Valentine)                      | Shakur Damon Thomas Greenidge Fula M. Beale Cox Cooper III                                               | Thomas                  | 4:56    |  |
| 9.                           | "High Speed"                                                    | Shakur Harper Greenidge Fula Adrian Belew Chris Franz Tina Weymouth Steven Stanely                       | Harper                  | 5:59    |  |
| 10.                          | "The Good Die Young"                                            | Shakur Harper Greenidge Fula M. Beale Cox Cooper III                                                     | Harper                  | 5:42    |  |
| 11.                          | "Killuminati"                                                   | Shakur Anthony Pizarro Greenidge Fula Cox                                                                | Tony Pizarro            | 4:02    |  |
| 12.                          | "Teardrops and Closed Caskets" (part. de Val Young e Nate Dogg) | Shakur Jones III Greenidge Fula M. Beale Cox Nathaniel Hale Young Clarence Scarborough                   | QDIII                   | 5:05    |  |
| 13.                          | "Tattoo Tears"                                                  | Shakur Ricardo Brown Fula M. Beale Cox Cooper III Roy Ayers                                              | Kurupt E.D.I. Mean      | 5:02    |  |
| 14.                          | "U Can Be Touched"                                              | Shakur Jackson Greenidge Fula M. Beale Cox Washington Cooper III                                         | Johnny "J"              | 4:23    |  |
| 15.                          | "Y'all Don't Know Us"                                           | Muntaquim Farid Kamil Beale Greenidge M. Beale Cooper III                                                | Quimmy Quim Reef        | 4:55    |  |
| Duração total:               | Duração total:                                                  | Duração total:                                                                                           | Duração total:          | 72:45   |  |

#### Créditos desamples
- "As the World Turns" contém um sample de "Sounds Like a Love Song" (1976) de Bobby Glenn
- "Still I Rise" contém um sample de "Tenderness" (1987) de Walter Beasley
- "Teardrops and Closed Caskets" contém um sample de "Love Ballad" (1976) de L.T.D.
- "U Can Be Touched" contém um sample de "Piano in the Dark" (1988) de Brenda Russell
- "High Speed" contém um sample de "Genius of Love" (1981) de Tom Tom Club

## Sobras
- "All Out" (foi lançado em Until the End of Time)
- "Runnin' On E" foi lançado em Until the End of Time com versos originais). Esta versão foi gravada originalmente para o álbum One Nation, que nunca foi lançado. Ele tinha um novo verso por Napoleon & Storm, substituindo um verso de Hussein Fatal, e um verso regravado por Young Noble.
- "Good Life", que tem um verso novo de EDI Mean, foi lançado em Until the End of Time
- "M.O.B." foi lançado em Until the End of Time

## Histórico nas paradas
Álbum
| Parada (2000)                         | Maior posição |
| ------------------------------------- | ------------- |
| Austrian Charts                       | 48            |
| Canadian RPM Albums Chart             | 9             |
| Deutsch Charts                        | 24            |
| Dutch Charts                          | 24            |
| Irish Charts                          | 50            |
| New Zealand Charts                    | 49            |
| Swedish Charts                        | 86            |
| U.S. Billboard 200                    | 6             |
| U.S. Billboard Top R&B/Hip Hop Albums | 2             |
| UK Charts                             | 75            |

Singles
| Ano  | Canção                                | Billboard Hot 100 | Hot R&B/Hip-Hop Singles & Tracks |
| ---- | ------------------------------------- | ----------------- | -------------------------------- |
| 1999 | "Baby Don't Cry (Keep Ya Head Up II)" | 72                | 36                               |